# Alessandro della Spina
Alessandro della Spina (Pisa, XIII secolo – Pisa, 1313) è stato uno dei pretesi inventori degli occhiali.

## Biografia
Appartenente all'ordine domenicano, nella seconda metà del XIII secolo faceva parte del monastero annesso alla chiesa di Santa Caterina d'Alessandria di Pisa. Una cronaca pisana del XIV secolo lo ricorda come un individuo modesto, abile copista e miniatore, molto ingegnoso, versato nella meccanica, artefice degli occhiali. Il beato Giordano da Rivalto, suo confratello a Pisa, in una predica tenuta nella basilica di Santa Maria Novella di Firenze nel 1305 e il cui contenuto sommario (reportatio) conosciamo grazie ad alcuni uditori laici, disse che gli occhiali erano stati ideati da meno di vent'anni e che lui aveva conosciuto bene chi li aveva creati; Giordano da Rivalto non fece tuttavia il nome dell'inventore. Nel XVII secolo, sulla base dell'omelia di Giordano, Carlo Dati arguì che l'invenzione degli occhiali fosse da attribuire a un pisano. Il fiorentino Ferdinando Leopoldo Del Migliore, spinto verosimilmente da campanilismo cittadino, approfittò dell'assenza del nome per imbastire un falso e attribuire l'invenzione degli occhiali a un suo concittadino del XIII secolo, tale Salvino degli Armati; il falso fu smascherato dal filologo Isidoro del Lungo solo nel 1920.